# Quilapayún (álbum)
Quilapayún es el primer álbum de la banda chilena del mismo nombre Quilapayún, publicado en 1967. Su dirección musical estuvo a cargo del famoso cantautor Víctor Jara.

## Lista de canciones
| N.º | Título                                | Letras                 | Música           | Duración |  |
| 1.  | «La paloma» (1a grabación)            | Eduardo Carrasco       | Eduardo Carrasco |          |  |
| 2.  | «El forastero»                        | Carlos Préndez Saldías | Eduardo Carrasco |          |  |
| 3.  | «El canto del cuculí» (1a grabación)  | instrumental           | Eduardo Carrasco |          |  |
| 4.  | «El pueblo» (2a grabación)            | Ángel Parra            | Ángel Parra      |          |  |
| 5.  | «La boliviana»                        | popular                | popular          |          |  |
| 6.  | «La cueca triste»                     | Víctor Jara            | Eduardo Carrasco |          |  |
| 7.  | «Canción del minero» (1a grabación)   | Víctor Jara            | Víctor Jara      |          |  |
| 8.  | «Dos palomitas»                       | instrumental           | popular          |          |  |
| 9.  | «Por una pequeña chispa»              | popular                | popular          |          |  |
| 10. | «La perdida»                          | Juan Ramón Jiménez     | Quilapayún       |          |  |
| 11. | «El borrachito»                       | popular                | popular          |          |  |
| 12. | «Somos pájaros libres» (1a grabación) | Víctor Jara            | Víctor Jara      |          |  |

## Créditos
Quilapayún
- Eduardo Carrasco
- Julio Carrasco
- Julio Numhauser
- Carlos Quezada

Dirección musical
- Víctor Jara